# Juan Zabalo

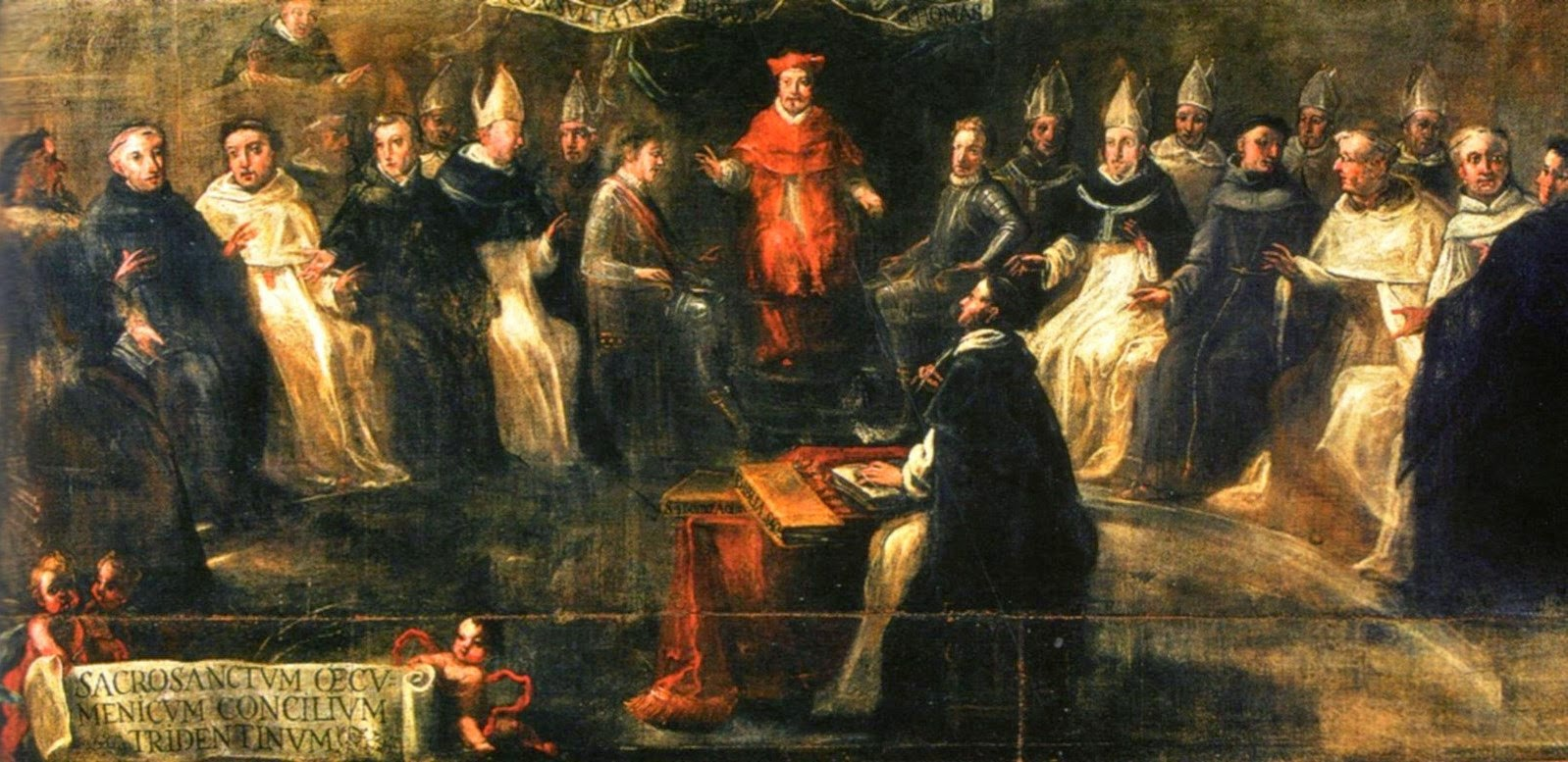
Sesión del Concilio de Trento, atribuido a Juan Zabalo. Óleo sobre lienzo, 124 x 266 cm, Borja (Zaragoza), Museo de la Colegiata de Santa María.

Juan Zabalo y Navarro (Zaragoza, 1684-1746) fue pintor barroco español y proyectista de retablos y arquitecturas efímeras en madera activo en Aragón.
Su formación comienza junto a su padre, que era carpintero, y en su faceta de pintor, probablemente con Jerónimo Secano. En 1712 contrae matrimonio con Francisca Ortiz de Baráiz, con quien tuvo nueve hijos. Su hija Teresa casó con José Luzán, pintor del siglo XVIII y maestro de Goya. Abrió taller en la calle Verónica de Zaragoza, donde residía. Fue asimismo profesor en la Academia de Dibujo que tenía el escultor y maestro mazonero Juan Ramírez. 
Su primordial ocupación fue la de escenógrafo y diseñador de retablos y arquitecturas efímeras, muy solicitadas en el periodo barroco, destinadas a la celebración cortejos en celebraciones o funerales: arcos, capelardentes u otras realizaciones que son conocidas a través de ilustraciones de la época. De entre estas arquitecturas se pueden destacar el túmulo erigido en 1714 en Zaragoza con motivo de las exequias de María Luisa de Saboya, el del fallecimiento en 1716 de Luis XIV de Francia (1716), o el de los actos funerarios a la muerte en 1745 del rey Felipe V en estilo barroco churrigueresco. 
Entre 1711 y 1713 realizó el monumento de Semana Santa y las pinturas de la Capilla de San Marcos de la Seo de Zaragoza en la que lució su dominio del trampantojo berninesco y una escenografía teatral, combinando arquitectura en madera, escultura y pintura, en la que pudo ser su obra capital en este ámbito. Otros diseños suyos son el del tabernáculo que realizara en 1720 para la capilla del Santo Cristo del trascoro de la antedicha catedral zaragozana, cuya obra y esculturas fueron ejecutadas por Juan Ramírez. Más adelante, en 1736 realizó y pintó el monumento de Semana Santa para la iglesia de la Magdalena de Zaragoza.
Como pintor, se debe señalar la decoración pictórica del órgano de La Seo y las mencionadas obras pictóricas de la cúpula de la Capilla de San Marcos de la Catedral, consistente en un fresco de ángeles niños que llevan las «armas de Cristo»; en tanto que las pechinas se adornan con figuras alegóricas de cuatro virtudes, las tres teologales con el añadido de una de las cardinales, la Justicia. A Juan Zabalo se deben además los lienzos de los muros que tienen por asuntos la Entrada de Jesús en Jerusalén y el Beso de Judas.